# Dirka po Franciji 1990
| Mesto | Ime                | Država     | Čas         |
| ----- | ------------------ | ---------- | ----------- |
| 1     | Greg LeMond        | ZDA        | 90h 43' 20" |
| 2     | Claudio Chiappucci | Italija    | 2' 16"      |
| 3     | Erik Breukink      | Nizozemska | 2' 29"      |
| 4     | Pedro Delgado      | Španija    | 5' 01"      |
| 5     | Marino Lejarreta   | Španija    | 5' 03"      |
| 6     | Eduardo Chozas     | Španija    | 9' 14"      |
| 7     | Gianni Bugno       | Italija    | 9' 39"      |
| 8     | Raul Alcala        | Mehika     | 11' 14"     |
| 9     | Claude Criquiélion | Belgija    | 12' 04"     |
| 10    | Miguel Indurain    | Španija    | 12' 47"     |

Dirka po Franciji 1990 je bila 77. dirka po Franciji, ki je potekala leta 1990.

## Pregled
| Kategorije                          | Podatki              |
| ----------------------------------- | -------------------- |
| Začetek-konec                       | Furturoscope - Pariz |
| Dolžina (km)                        | 3.449                |
| Število etap                        | 21                   |
| Povprečna hitrost zmagovalca (km/h) | 38,261               |
| Kolesarjev                          | 198                  |
| Tekmo končalo                       | 156                  |